# Jospin Nshimirimana
Jospin Nshimirimana (Mutimbuzi, 12 dicembre 2001) è un calciatore burundese, centrocampista del Kigali.

## Carriera

### Club
Ha giocato nella prima e nella seconda divisione turca.

### Nazionale
Dopo aver giocato nella nazionale burundese Under-20, nel 2019 ha esordito in nazionale maggiore.